# Салме (волость)
Са́лме (эст. Salme) — бывшая волость в Эстонии в составе уезда Сааремаа. В ходе административно-территориальной реформы 2017 года все 12 самоуправлений на острове Сааремаа были объединены в единое самоуправление — волость Сааремаа.

## Положение
Находится на острове Сааремаа. Площадь волости — 115,07 км², численность населения на 1 января 2011 года составляла 1274 человека. Административным центром волости был посёлок Салме. Волость также включала в себя 24 деревни.

## История
8—9 октября 1944 года на территории волости происходил Бой у Техумарди, завершивший первый этап Моозундской операции. В 1967 году в память о погибших советских воинах на месте сражения был открыт мечеобразный монумент защитникам и освободителям острова Сааремаа, сделанный из бетона и доломита).
В 2008 году у посёлка Салме были обнаружены остатки клинкерного (en:Clinker (boat building)) гребного судна, в котором находилось 7 скелетов. По данным радиоуглеродного анализа, судно «Салме-1» (Salme 1) было построено в 650—700 годах и позже перестраивалось. Его длина 11,5 м, ширина более 2 м. Через два года было обнаружено ещё одно клинкерное, возможно парусное, судно, гораздо больших размеров — «Салме-2» (Salme 2), имевшее 17 метров в длину и 3 метра в ширину, находилось сразу 33 скелета. Его раскопки завершились 2 сентября 2012 года. Корабли Салме были расположены недалеко от древнего побережья на высоте примерно в 1,5 м над уровнем воды. Сейчас это 230 м от современной береговой линии и 4 м выше современного уровня воды. На большем корабле «Салме-2» рядами и слоями ритуально были захоронены знатные воины со сломанными мечами и накрыты щитами. Пять богато украшенных мечей были обоюдоострыми, а основная масса мечей была заточена только с одной стороны. Ни шведы, ни датчане такой тип оружия не использовали, возможно, как минимум часть дружины была из Норвегии. В руках у захороненных были обнаружены игральные кубики. В меньшем судне люди были захоронены небрежно. Предположительно, это может быть захоронение напавшего на Эстляндию упсальского властелина Ингвара Высокого.
Изучение изотопов стронция показало, что погребённые в Салме люди не являются местными жителями острова и, весьма вероятно, они не были выходцами из Восточно-Балтийского региона, учитывая геологическую однородность этого более крупного региона, в котором значения 87Sr/86Sr обычно ниже 0,720.
У образцов VIII века из Салме определены Y-хромосомные гаплогруппы R1a1a1b (Z92, L365, Z645, Z282)>R1a-Z280>R1a-CTS1211>R-Y35>R-CTS3402>R-YP237>R-YP235>R-YP234>R-FT104609 (образцы VK484, VK486), 
R1a-CTS1211>R1a-YP4932 (образец VK487), N1a1a1a1a1a1a (L550, VL29), N1a1a1a1a1a1a7a3-Y10932 (образец VK508, мтДНК: J1c5k), I1-M253 и митохондриальные гаплогруппы T2b5a, V, J2a1a1a2, H10e, K1c1h, W6a (VK554), U3b1b (VK555), H1n-a* (образец VK509, Y-DNA: I1a-Y36107), J1c2ao (VK506). Анализ ДНК показал, что четверо мужчин (VK483, VK485, VK490, VK497) с Y-хромосомной гаплогруппой I1a2a1a1d1a (I-Y141089, I-BY266, I-FGC8677, I-Y141086) и митохондриальной гаплогруппой H16 (H16f) были братьями и родственниками пятого мужчины, возможно, дяди. У мужчины VK496 определена Y-хромосомная гаплогруппа I1a2a2a3a4~-Y7928>I1a-Y7231>I1a-Y7231* и митохондриальная гаплогруппа 
H1a (как и у образца VK482). У образца VK550 определили митохондриальную гаплогруппу HV0a и Y-хромосомную гаплогруппу N1a1-TAT>N-VL29>N-L550>N1a1a1a1a1a1a1-L1025>N-Y4706>N-Y4706*.

## Галерея

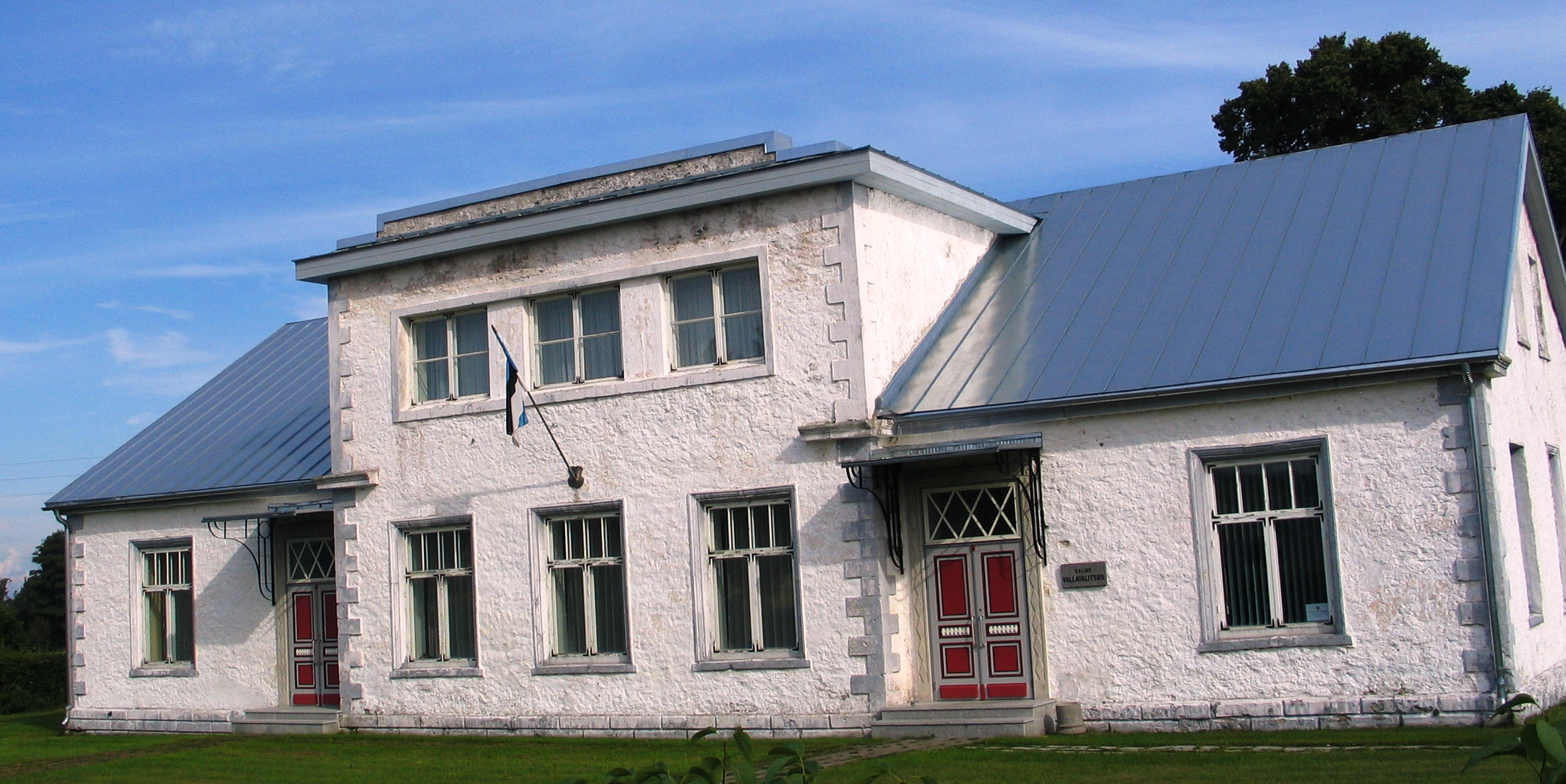
Здание волостной управы
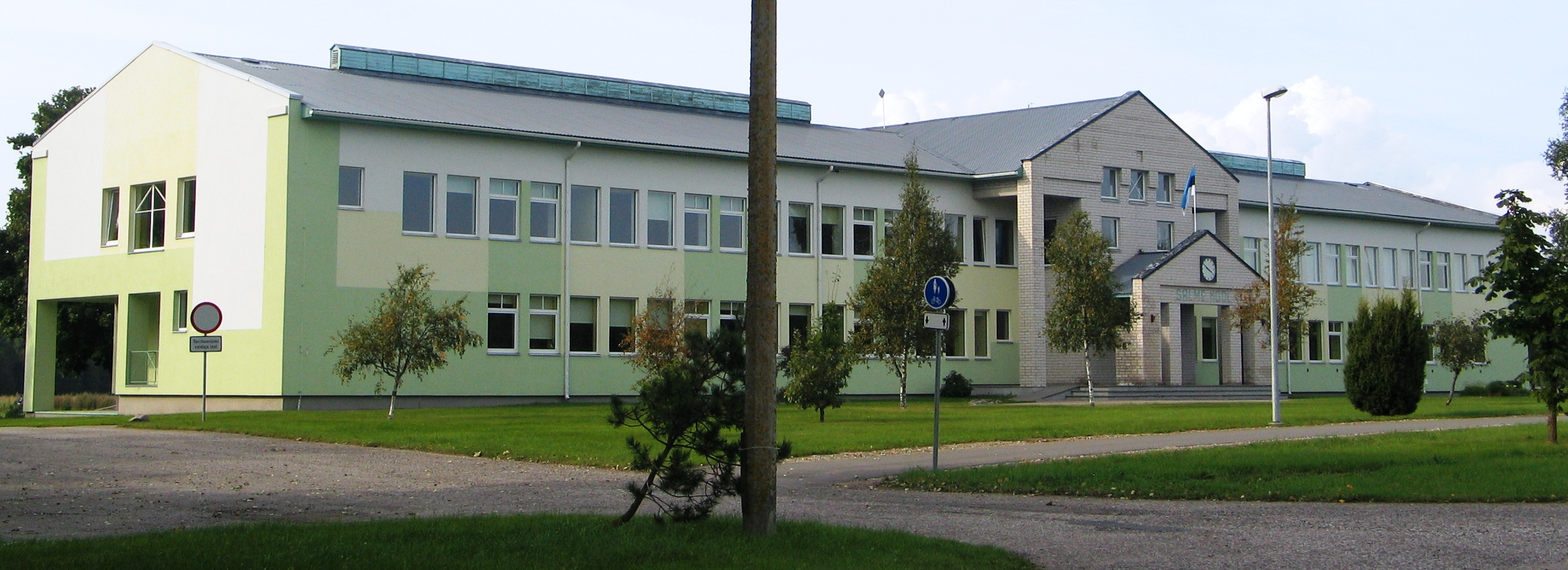
Средняя школа в Салме
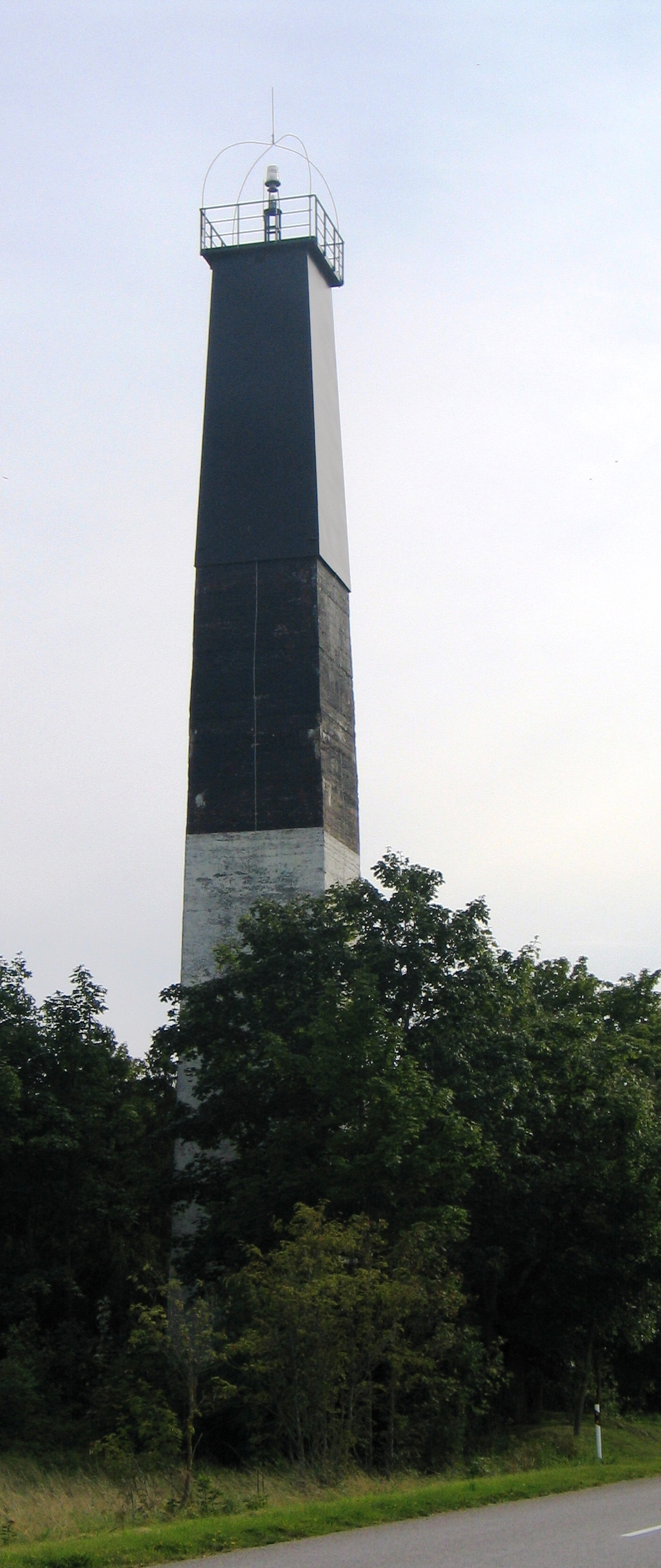
Маяк в Ансекюла
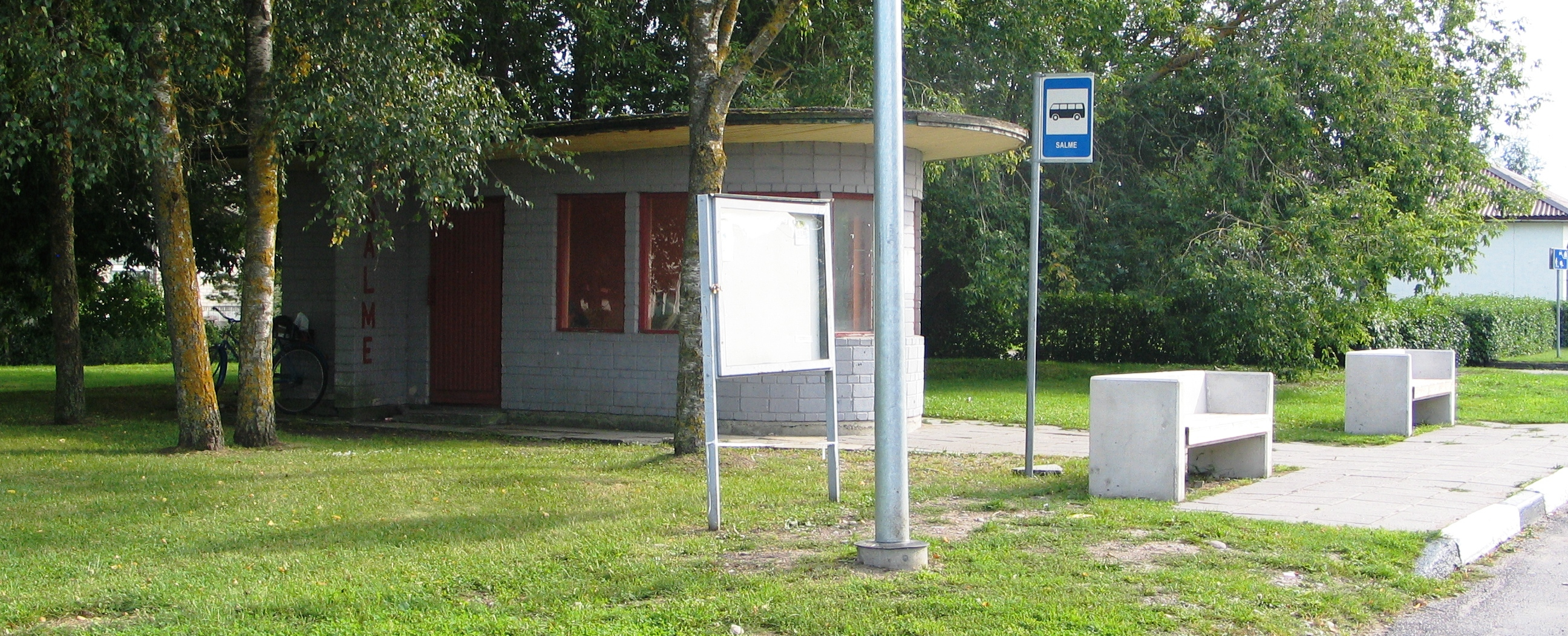
Автобусная остановка в Салме